# Clwyd (fiume)
Il Clwyd è un fiume di 55 km del Galles nord-orientale, che scorre quasi interamente nella contea del Denbighshire  (contea cerimoniale: Clwyd):  nasce nella Foresta di Clocaenog, a nord-ovest di Corwen, e sfocia nella baia di Liverpool (Mare d'Irlanda), lungo il confine con il distretto tra il Denbighshire e il Conwy, nei pressi di Rhyl.
Suoi immissari sono il Clywedog e l'Elwy.
Il fiume ha dato il nome all'omonima contea tradizionale.

## Geografia

### Collocazione
Il Clwyd nasce nella zona sud-occidentale del Denbighshire. Il suo corso poi "taglia" praticamente in due la contea e termina nella parte nord-occidentale della contea stessa.

## Fauna
Il Clwyd è ricco di salmoni.